# 燈火闌珊
《燈火闌珊》（英語：A Light Never Goes Out）是2022年香港劇情片，由新晉導演曾憲寧執導、陳心遙監製，香港「首部劇情電影計劃」第五屆專業組的得獎作品，香港電影發展局電影發展基金與創意香港資助，張艾嘉、任達華、周漢寧與蔡思韵主演，是一齣以完成亡夫遺願製作霓虹燈招牌為主題的電影。電影名稱源自辛棄疾詞作《青玉案·元夕》。
電影入選為第35屆東京國際電影節「亞洲未來」競賽單元，是唯一入圍競賽單元的港產片，並是第19屆香港亞洲電影節的閉幕電影。《燈火闌珊》更入圍第59屆金馬獎最佳女主角和最佳視覺效果提名，並由張艾嘉獲得前者，這也是她時隔36年後第三次獲得該獎項。電影於2023年4月13日在香港公映。
電影代表香港角逐第96屆奧斯卡金像獎最佳國際影片獎，但沒有出現呈交給評選委員的審查片單中。負責遴選的香港電影製片家協會表示因奧斯卡改制，但協會內部投票時不慎出現利益衝突。有關《燈火闌珊》演員投自己一票，致電影無法角逐「奧斯卡最佳國際影片」。

## 劇情
香港有着獨特的霓虹燈招牌街景而聞名於世，然而隨著社會變遷，霓虹燈清拆工程的展開，舊日璀璨繁華的霓虹燈招牌漸成往事。江美香（張艾嘉飾）因難以接受丈夫楊燦鑣（任達華飾）已經離世的事實，一直念掛與亡夫在霓虹招牌燈下的浪漫往事，常整理家中的遺物。有一天，她發現開啟亡夫秘密工場的鎖匙，在那裡遇到他的冒失徒弟Leo（周漢寧飾），原來楊燦鑣希望重造一個已拆除的霓虹燈牌。美香希望完成其遺願，一步步了解每個霓虹燈招牌的故事，踏遍街巷，親手燒製霓虹光管。聽說霓虹燈牌裡住了燈神，每當許願時亮起燈牌象徵願望成真。但女兒楊彩虹（蔡思韵飾）卻已計劃離港，美香唏噓不已...

## 角色
| 演員           | 角色   | 簡介 |
| 張艾嘉         | 江美香 | 楊燦鑣之妻，常思念他 楊彩虹之母，曾被她質疑無能力接手「鑣記霓虹」因而不和，後和好 為接手「鑣記霓虹」而學燒霓虹燈，成為「鑣記霓虹」新老闆 懷孕期間跌倒而流產一子 |
| 郭爾君（青年） | 江美香 | 楊燦鑣之妻，常思念他 楊彩虹之母，曾被她質疑無能力接手「鑣記霓虹」因而不和，後和好 為接手「鑣記霓虹」而學燒霓虹燈，成為「鑣記霓虹」新老闆 懷孕期間跌倒而流產一子 |
| 任達華         | 楊燦鑣 | Bill、Bill BB（沈小姐專稱） 霓虹燈師傅 「鑣記霓虹」原老闆 江美香之夫 楊彩虹之父 李登龍之師傅兼上司 黃師傅之行家兼朋友 已去世，在江美香及楊彩虹的回憶中出現 |
| 唐浩然（青年） | 楊燦鑣 | Bill、Bill BB（沈小姐專稱） 霓虹燈師傅 「鑣記霓虹」原老闆 江美香之夫 楊彩虹之父 李登龍之師傅兼上司 黃師傅之行家兼朋友 已去世，在江美香及楊彩虹的回憶中出現 |
| 蔡思韵         | 楊彩虹 | 建築師 楊燦鑣、江美香之女 Roy之未婚妻，計劃移民澳洲 曾質疑江美香憶夫成狂，亦認為她無能力接手「鑣記霓虹」，因而不和，後和好 協助「鑣記霓虹」重製「妙麗中心」霓虹燈                                                                                                  |
| 周漢寧         | 李登龍 | Leo 霓虹燈學徒，後被江美香評為「畢業」成為師傅 楊燦鑣之徒弟兼下屬 因「鑣記霓虹」瀕臨倒閉，一度企圖在工場開石油氣蒙頭自殺，但因江美香忽然上門而被無意救回 建議江美香眾籌去維持「鑣記霓虹」營運 一度被楊彩虹勸退，並在她的介紹下加入其公司工作，最後重返「鑣記霓虹」 |
| 麥秋成         | Roy    | 建築師 楊彩虹之未婚夫， 計劃移民澳洲 協助「鑣記霓虹」重製「妙麗中心」霓虹燈 |
| 袁富華         | 黃師傅 | 霓虹燈師傅 楊燦鑣之行家兼朋友 後協助「鑣記霓虹」重製「妙麗中心」霓虹燈 |
| 龔慈恩         | 劉妙麗 | 楊燦鑣之舊客戶 請求「鑣記霓虹」重製「妙麗中心」霓虹燈，試圖讓其丈夫恢復記憶 |
| 梁雍婷         | 沈小姐 | Victoria 楊燦鑣之舊客戶，曾於SARS疫情期間受其幫助 阻止屋宇署清拆楊燦鑣製作的霓虹燈 |
| 陳圖安         |        | 劉妙麗之夫 患腦退化症 |

## 記事
- 《燈火闌珊》入選第35屆東京國際電影節「亞洲未來」競賽單元，於2022年10月25及28日放映兩場。[6][7]
- 2022年11月参選台北金馬影展 ，並入圍第59屆台灣金馬奬最佳女主角及最佳視覺效果奬，最後由張艾嘉奪得最佳女主角殊榮。[5][8]
- 此片為第19屆香港亞洲電影節2022的閉幕電影，在2022年11月13日放映兩場。[4]
- 《燈火闌珊》入圍曼谷東盟電影節2022 (Bangkok ASEAN Film Festival (BAFF)) 香港電影焦點單元，2022年1月22日在曼谷SF World Cinema放映一場。[9]
- 本片入選荷蘭鹿特丹國際電影節 2023（International Film Festival Rotterdam (IFFR)）海港單元電影 (歐洲初上映）。[10]

## 票房
截至2023年4月23日，票房收$1,770,939。

## 獎項
| 年份   | 頒獎典禮                       | 獎項               | 入圍者         | 結果 | 參考   |
| ------ | ------------------------------ | ------------------ | -------------- | ---- | ------ |
| 2022年 | 第59屆金馬獎                   | 最佳女主角         | 張艾嘉         | 獲獎 | [ 11 ] |
| 2022年 | 第59屆金馬獎                   | 最佳視覺效果       | 楊敏杰         | 提名 | [ 11 ] |
| 2023年 | 第29屆香港電影評論學會大獎     | 最佳女演員         | 張艾嘉         | 提名 |        |
| 2023年 | 第16屆亞洲電影大獎             | 最佳女主角         | 張艾嘉         | 提名 |        |
| 2023年 | 2022年度香港電影編劇家協會大獎 | 年度最佳電影角色獎 | 張艾嘉、郭爾君 | 提名 |        |
| 2023年 | 第41屆香港電影金像獎           | 最佳女主角         | 張艾嘉         | 提名 |        |
| 2023年 | 第41屆香港電影金像獎           | 最佳新演員         | 周漢寧         | 提名 |        |

## 外部連結
- 燈火闌珊的Facebook專頁
- 燈火闌珊的Instagram帳戶
- 香港影庫上《燈火闌珊》的資料（繁體中文）
- 豆瓣电影上《燈火闌珊》的資料 （简体中文）
- 互联网电影数据库（IMDb）上《燈火闌珊》的资料（英文）